# Bostonmatricen
Bostonmatricen er en økonomisk model for klassifikation af produkter. Ofte har en virksomhed mere end ét produkt i sit sortiment , og af den grund er det vigtigt at få styr på hvordan de forskellige produkter er placeret i forhold til hinanden, så her kan man inddrage Bostonmatricen, da denne er i stand til at sætte de forskellige produkter op imod hinanden, så man kan se hvilket stadie de forskellige produkter befinder sig på, og derud fra se hvor om det er et produkt der fortsat skal satses på. Bostonmatricen kan fint bruges sammen med Produktets livscyklus – PLC
Ved hjælp af de relative markedsandele og markedsvæksten er det muligt at placere produktet indenfor en af de fire kategorier. Med de relative markedsandele menes der her eksempelvis virksomhedens omsætning i forhold til den/de største konkurrenter på det pågældende marked, hvorimod relativ markedsandel siger noget om strukturen på markedet.

## Historik
Bostonmatricen eller Boston æsken er udviklet af Bruce Henderson fra Boston Consulting Group i 1970 for at hjælpe selskaber med at placere deres produkter og servicer på markedet. Blandt andet til brug i marketing, produktstyring og strategiudvikling

## De 4 kategorier
De 4 kategorier er de kategorier hvor i produkter og servicer placeres for at selskaberne kan skabe sig et overblik over hvor på markedet div produkter og servicer befinder sig.

### Malkeko/Cash Cow
Malkekoen er et produkt hvor der er tale om virksomheder der er på et marked med lav markedsvækst, men virksomhederne har en høj relativ markedsandel.
Når virksomhederne har en malkeko, drejer det sig for virksomhederne om at "høste" så megen omsætning ud af markedet som muligt, da "Koen" giver likviditet til virksomheden, og alt i alt er virksomheden afhængig af sin strategi, da det kan være fordelagtigt at holde produktet på markedet.

### Stjerne/a star
Stjernen er et produkt, som befinder sig i en proces hvor der er høj markedsvækst og hvor virksomheden har en relativ høj markedsandel. Her er der endnu en gang tale om generering af likvider til virksomheden, og når det drejer sig om et "stjerneprodukt" så skal produktets position fremmes via investeringer. (en stjerne ses ofte i starten af et PLC-forløb), hvilket kan begrænse likviditeten, da en række initialomkostninger skal dækkes.

### Spørgsmålstegn/a question mark
Spørgsmålstegnet har en høj vækst, men en relativ lille markedsandel, og det kan tolkes som et tilfælde hvor virksomheden er på vej ind på et nyt marked. I en sådan situation vil en selektiv vurdering af fordele og ulemper være en nødvendighed for at produktet skal klare sig.

### hund/a dog
En hund er et produkt hvor markedet er karakteriseret ved lav vækst og firmaet har en relativ lille markedsandel. Likviditeten der trækkes ud af produktet er lille og selskabet skal her overveje om produktet skal trækkes ud af markedet.

## Forståelse af matricen
Set i et risikoperspektiv er det væsentligt for en virksomhed at have spredt sine produkter ud over matricen for dermed at sikre sig en vis form for sikkerhed. Denne sikkerhed skabes i form af en dynamik, hvor der kontinuerligt findes produkter der avancerer sig op gennem matricen. De kan forhåbentligt på sigt være likviditetsproducerende ud fra deres position med høj markedsandele, og eventuelt høj/lav vækst, det vil sige Malkeko eller Stjerne. Men allerede i Bostonmatricen figurerer konkurrenter til bestemmelse af markedsandele. Konkurrenter er en del af virksomhedens omgivelser, hvilket bringer os nærmere en konkretisering af virksomhedens omgivelser.

## Kritik af Matricen
Det er relativt ligetil at kritisere Bostonmatricen for sin åbenlyse simplicitet. Ligesom det ikke er muligt at definere en universal livscyklus (PLC-terminologien) for samtlige produkter der eksisterer et marked for, er det ikke muligt at definere en universal relation imellem pengestrømme og forholdet imellem markedsvækst og relativ markedsandel, som typologien Bostonmatricen gør det. Eksempelvis kan produkter, der afsættes på markeder med høj vækst og har store relative markedsandele, godt generere positive pengestrømme. Imidlertid er det nødvendigt at understrege, at Bostonmatricen netop er en typologisk simplificering – et framework, så at sige – hvis eneste formål er at konceptualisere en situation, der kan være meget kompleks og derfor svær at forstå. Bostonmatricen er altså et strategisk værktøj, der skal anvendes side om side med sund ledelsesmæssig fornuft.
Ved anvendelse af Bostonmatricen skal man ikke kun være opmærksom på, at den er et værktøj til at forstå virkeligheden, ikke virkeligheden selv. Man skal også kende matricens implicitte antagelser. Et eksempel på en implicit antagelse er, at samtlige virksomhedens produkter er selvfinansierede, dvs. lader sig finansiere af virksomhedens egenkapital. I det omfang en virksomhed har mulighed for at investere med eksempelvis lånt fremmedkapital, er det muligvis mere spændende at betragte profitabilitet end pengestrømme, hvad angår de enkelte produkter. En anden implicit antagelse er at produkterne plottet i matricen er uafhængige af hinanden, hvilket de ikke nødvendigvis er. Det nytter eksempelvis ikke at anvende en divest5-strategi på et produkt af typen dog, der fungerer som reservedel eller på anden måde supplerer en cash cow. De fleste af modellens implicitte antagelser er åbenlyse, når den anvendes i strategisk sammenhæng, til at konceptualisere en virkelig situation, og det forekommer derfor unødvendigt at diskutere dem i denne artikel.